# Sofit

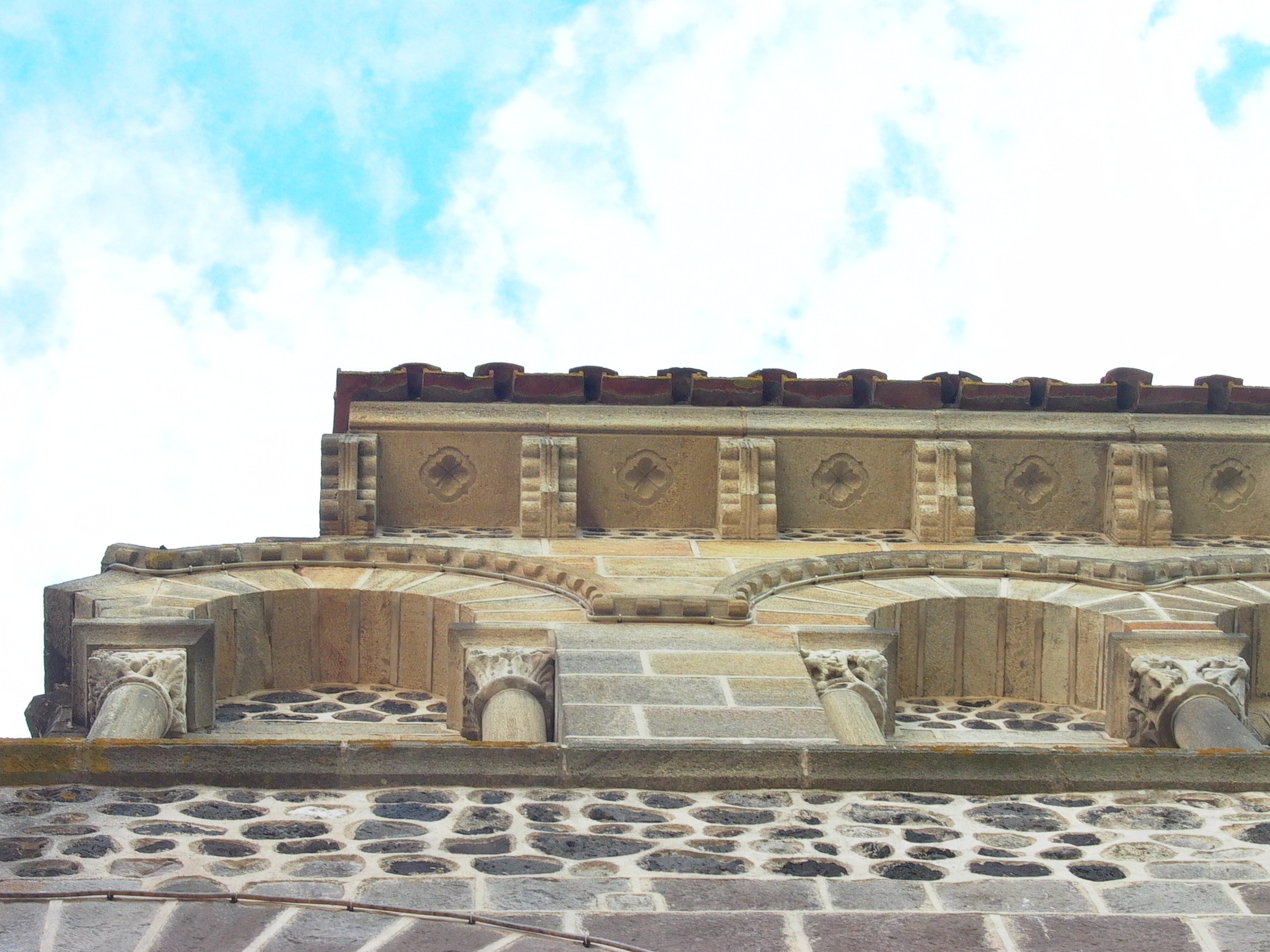
Sofits de conques entre els permòdols (tribunes de l'Abadia de Saint-Pierre Mozac - Puèi Domat)

El sofit és generalment la part de sota d'una obra suspesa; sovint el pla inferior de la volada d'una cornisa.
Així, en l'arquitectura romànica del segle xii, el sofit és una llosa decorativa col·locada entre dues mènsules o permòdols. Aquesta llosa marca l'avançament de la coberta d'una església romànica. Sovint està decorada amb una mena de conca.